# 艾堇属
艾堇属（学名：Synostemon）是大戟科下的一个属，为草本植物。该属共有约10余种，主要产自澳大利亚。